# Route nationale 34 (France)
Pour les articles homonymes, voir Route nationale 34.
La route nationale 34, ou RN 34, est une route nationale française  reliant Paris (Porte de Vincennes) à la commune d'Esternay dans la Marne sur une distance de 97 kilomètres.

## Histoire
Autrefois, avant les années 1950, cette route comprenait également un tronçon d'Esternay à Vitry-le-François, aujourd'hui partie de la route nationale 4.
En 2006, la RN 34 a été déclassée en :
- RD 120, RD 86 et RD 34 dans le Val-de-Marne
- RD 934 en Seine-Saint-Denis
- RD 934 en Seine-et-Marne
- RD 934 dans la Marne.

## De Vincennes à Esternay

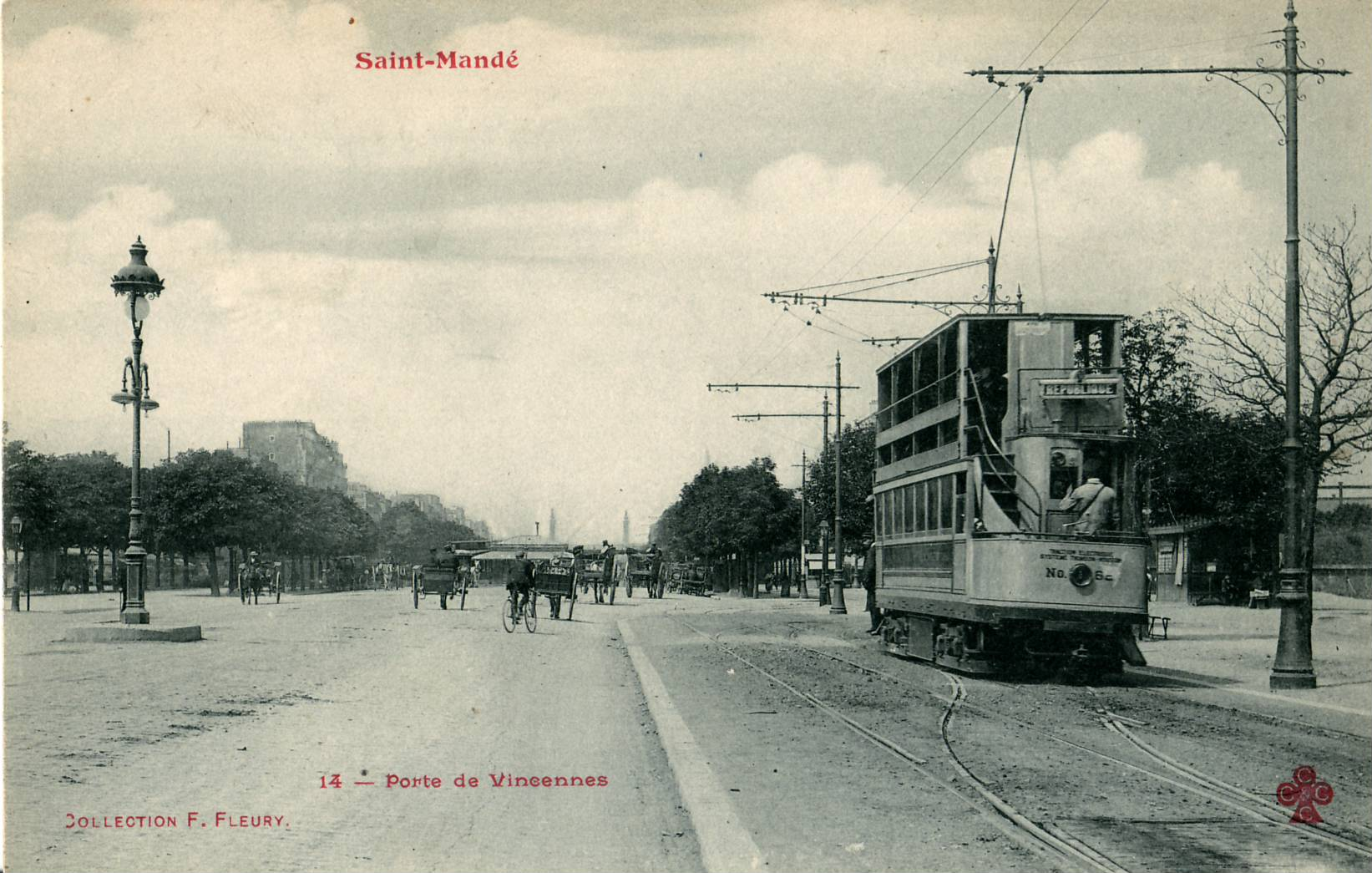
Le début de la RN34 à la Porte de Vincennes, à l'époque des tramways des Chemins de fer nogentais.

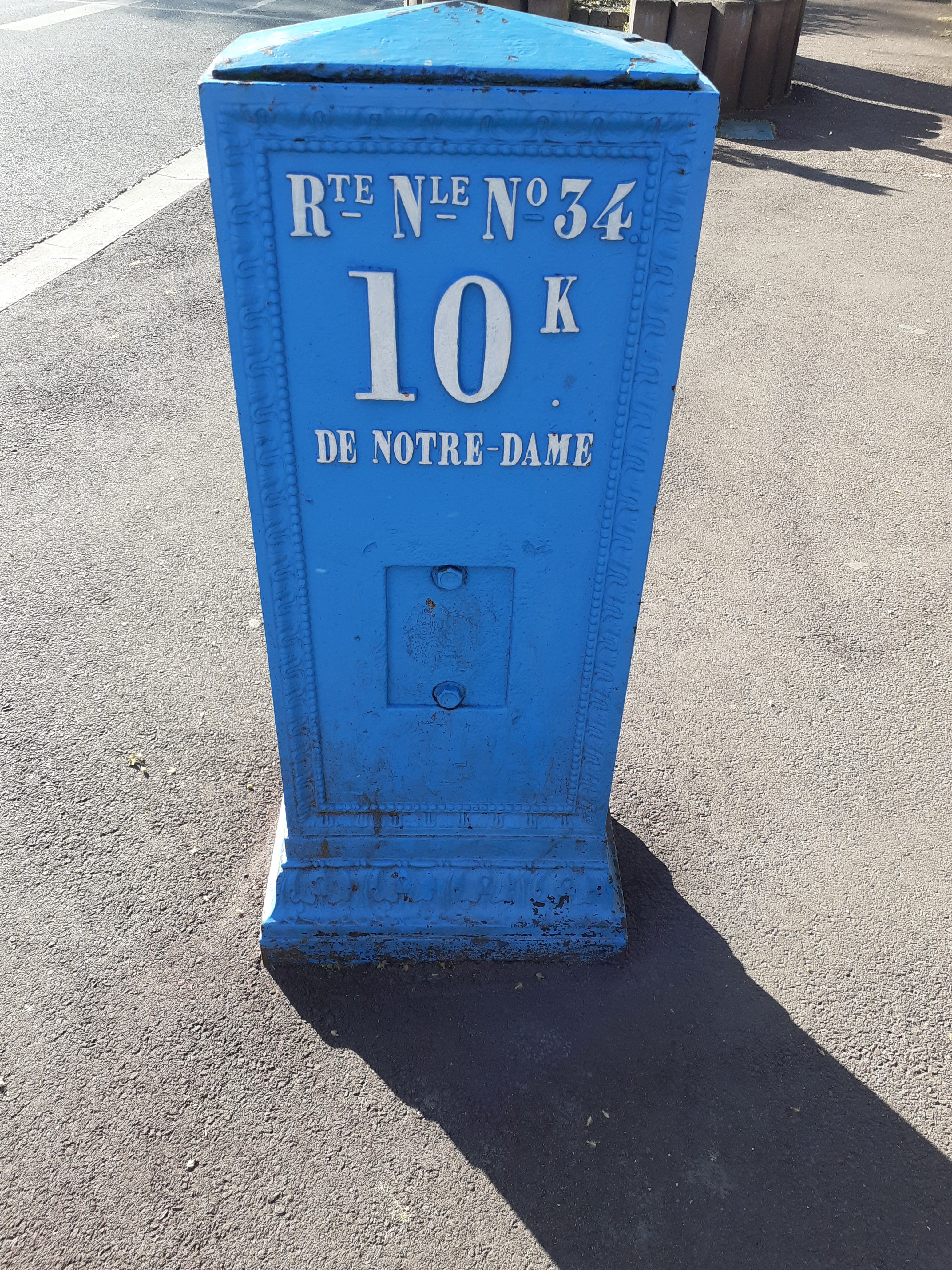
Borne signalant la RN 34 à la limite de Nogent-sur-Marne et de l'orée du bois de Vincennes.

Les principales communes traversées sont, dans le sens Paris-Province (Ouest-Est) :
- Saint-Mandé (Porte de Vincennes)
- Vincennes (km 2)
- Nogent-sur-Marne (km 6)
- Le Perreux-sur-Marne
  - Boulevard d'Alsace-Lorraine
- Neuilly-Plaisance
  - Boulevard Gallieni
- Neuilly-sur-Marne (km 10)
  - Boulevard du Maréchal-Foch
  - Avenue du Général-de-Gaulle
- Chelles (km 15)
- Lagny-sur-Marne (km 25)
- Crécy-la-Chapelle (km 44)
- Coulommiers (km 57)
- La Ferté-Gaucher (km 74)
- Esternay (km 97)

## Aménagement
Cette voie fait l'objet d'un projet de requalification urbaine comme axe structurant de la métropole du Grand Paris entre la porte de Vincennes et Chelles, correspondant à l'ancienne route royale, avec un projet de transport en commun en site propre.

## Voie express
- Échangeur entre A104 (Francilienne) et RD 934
- : Lagny-sur-Marne, Saint-Thibault-des-Vignes
- : Lagny-sur-Marne, Guermantes, Conches-sur-Gondoire
- : Lagny-sur-Marne, Montévrain, Chanteloup-en-Brie, Provins